# Tournoi de tennis de La Quinta
Le tournoi de La Quinta est un ancien tournoi de tennis masculin du circuit professionnel ATP qui se déroulait en Californie, aux États-Unis.
Disputé sur surface dure entre 1979 et 1986, il a été organisé en remplacement du American Airlines Tennis Games d'abord à Rancho Mirage de 1979 à 1980 sous le nom de Congoleum Classic puis à La Quinta de 1981 à 1986 sous le nom de Grand Marnier Tennis Games (1981), Congoleum Classic (1982-1984) puis Pilot Pen Classic (1985-1986).
Organisé par Charlie Pasarell depuis son installation à La Quinta en 1981, il devient alors un rendez-vous phare du début de saison, attirant les grands noms du circuit à l'image de Jimmy Connors, Ivan Lendl et Yannick Noah. Pasarell investit massivement dans son tournoi, créant un hôtel et un stade de tennis dans la ville voisine d'Indian Wells. Une fois les travaux terminés, l'épreuve déménage et devient ainsi en 1987 le tournoi d'Indian Wells.
Le tournoi s'est déroulé dans un format à 64 joueurs et 32 équipes de doubles avant de passer à un format 56/28 lors des trois dernières éditions. Le stade du La Quinta Resort compte à l'origine 7500 places.

## Palmarès

### Simple
| No | Date       | Nom et lieu du tournoi                                                                                              | Catégorie | Dotation | Surface | Vainqueur | Finaliste | Score | |
| -- | ---------- | --- | --- | --- | --- | --- | --- | --- | --- |
| 1  | 12-02-1979 | Congoleum Classic, Rancho Mirage                                                                                    | | 250 000 $ | Dur (ext.) | Roscoe Tanner | Brian Gottfried | 6-4, 6-2 | |
|    | 11-02-1980 | Tournoi non terminé à cause de la pluie (Demi-finalistes : Jimmy Connors, Brian Teacher, Peter Fleming, Gene Mayer) | Tournoi non terminé à cause de la pluie (Demi-finalistes : Jimmy Connors, Brian Teacher, Peter Fleming, Gene Mayer) | Tournoi non terminé à cause de la pluie (Demi-finalistes : Jimmy Connors, Brian Teacher, Peter Fleming, Gene Mayer) | Tournoi non terminé à cause de la pluie (Demi-finalistes : Jimmy Connors, Brian Teacher, Peter Fleming, Gene Mayer) | Tournoi non terminé à cause de la pluie (Demi-finalistes : Jimmy Connors, Brian Teacher, Peter Fleming, Gene Mayer) | Tournoi non terminé à cause de la pluie (Demi-finalistes : Jimmy Connors, Brian Teacher, Peter Fleming, Gene Mayer) | Tournoi non terminé à cause de la pluie (Demi-finalistes : Jimmy Connors, Brian Teacher, Peter Fleming, Gene Mayer) | Tournoi non terminé à cause de la pluie (Demi-finalistes : Jimmy Connors, Brian Teacher, Peter Fleming, Gene Mayer) |
| 3  | 16-02-1981 | Grand Marnier Tennis Game, La Quinta                                                                                | | 175 000 $ | Dur (ext.) | Jimmy Connors | Ivan Lendl | 6-3, 7-6 | |
| 4  | 15-02-1982 | Congoleum Classic, La Quinta                                                                                        | | 200 000 $ | Dur (ext.) | Yannick Noah | Ivan Lendl | 3-6, 6-2, 7-5 | |
| 5  | 21-02-1983 | Congoleum Classic, La Quinta                                                                                        | | 200 000 $ | Dur (ext.) | José Higueras | Eliot Teltscher | 6-4, 6-2 | |
| 6  | 13-02-1984 | Congoleum Classic, La Quinta                                                                                        | | 200 000 $ | Dur (ext.) | Jimmy Connors | Yannick Noah | 6-2, 6-7, 6-3 | |
| 7  | 18-02-1985 | Pilot Pen Classic, La Quinta                                                                                        | | 300 000 $ | Dur (ext.) | Larry Stefanki | David Pate | 6-1, 6-4, 3-6, 6-3                                                                                                  | |
| 8  | 24-02-1986 | Pilot Pen Classic, La Quinta                                                                                        | | 325 000 $ | Dur (ext.) | Joakim Nyström | Yannick Noah | 6-1, 6-3, 6-2 | |

### Double
| No | Date       | Nom et lieu du tournoi                              | Catégorie                                           | Dotation                                            | Surface                                             | Vainqueurs                                          | Finalistes                                          | Score                                               |                                                     |
| -- | ---------- | --------------------------------------------------- | --------------------------------------------------- | --------------------------------------------------- | --------------------------------------------------- | --------------------------------------------------- | --------------------------------------------------- | --------------------------------------------------- | --------------------------------------------------- |
| 1  | 12-02-1979 | Congoleum Classic, Rancho Mirage                    |                                                     | 250 000 $                                           | Dur (ext.)                                          | Gene Mayer Sandy Mayer                              | Cliff Drysdale Bruce Manson                         | 6-4, 7-6                                            |                                                     |
|    | 11-02-1980 | Tournoi arrêté au deuxième tour à cause de la pluie | Tournoi arrêté au deuxième tour à cause de la pluie | Tournoi arrêté au deuxième tour à cause de la pluie | Tournoi arrêté au deuxième tour à cause de la pluie | Tournoi arrêté au deuxième tour à cause de la pluie | Tournoi arrêté au deuxième tour à cause de la pluie | Tournoi arrêté au deuxième tour à cause de la pluie | Tournoi arrêté au deuxième tour à cause de la pluie |
| 3  | 16-02-1981 | Grand Marnier Tennis Game, La Quinta                |                                                     | 175 000 $                                           | Dur (ext.)                                          | Bruce Manson Brian Teacher                          | Terry Moor Eliot Teltscher                          | 7-6, 6-2                                            |                                                     |
| 4  | 15-02-1982 | Congoleum Classic, La Quinta                        |                                                     | 200 000 $                                           | Dur (ext.)                                          | Brian Gottfried Raúl Ramírez                        | John Lloyd Dick Stockton                            | 6-4, 3-6, 6-2                                       |                                                     |
| 5  | 21-02-1983 | Congoleum Classic, La Quinta                        |                                                     | 200 000 $                                           | Dur (ext.)                                          | Brian Gottfried Raúl Ramírez                        | Danie Visser Tian Viljoen                           | 6-3, 6-3                                            |                                                     |
| 6  | 13-02-1984 | Congoleum Classic, La Quinta                        |                                                     | 200 000 $                                           | Dur (ext.)                                          | Bernard Mitton Butch Walts                          | Scott Davis Ferdi Taygan                            | 5-7, 6-3, 6-2                                       |                                                     |
| 7  | 18-02-1985 | Pilot Pen Classic, La Quinta                        |                                                     | 300 000 $                                           | Dur (ext.)                                          | Heinz Günthardt Balázs Taróczy                      | Ken Flach Robert Seguso                             | 3-6, 7-6, 6-3                                       |                                                     |
| 8  | 24-02-1986 | Pilot Pen Classic, La Quinta                        |                                                     | 325 000 $                                           | Dur (ext.)                                          | Peter Fleming Guy Forget                            | Yannick Noah Sherwood Stewart                       | 6-4, 6-3                                            |                                                     |